# Richard Gravier
Richard Gravier (28 settembre 1974) è un ex sciatore alpino francese.

## Biografia
Slalomista puro originario di Lanslebourg, Gravier esordì in campo internazionale ai Mondiali juniores di Maribor 1992 e in Coppa del Mondo il 20 dicembre 1994 a Lech, senza completare la prova. Ottenne il miglior piazzamento in Coppa del Mondo il 21 gennaio 1996 a Veysonnaz (13º) e ai successivi Mondiali di Sierra Nevada 1996, sua unica presenza iridata, si classificò al 16º posto.
In Coppa Europa conquistò l'ultima vittoria a Sappada il 10 febbraio 2002 e l'ultimo podio l'11 febbraio 2003 a Oberjoch (2º); prese per l'ultima volta il via in Coppa del Mondo il 27 gennaio 2004 a Schladming, senza completare la prova. Si ritirò al termine della stagione 2004-2005 e la sua ultima gara fu lo slalom speciale dei Campionati britannici 2005, disputato il 25 marzo a Méribel e chiuso da Gravier al 6º posto.

## Palmarès

### Coppa del Mondo
- Miglior piazzamento in classifica generale: 76º nel 1999

### Coppa Europa
- Vincitore della classifica di slalom speciale nel 1997
- 7 podi (dati dalla stagione 1994-1995):
  - 2 vittorie
  - 3 secondi posti
  - 2 terzi posti

#### Coppa Europa - vittorie
| Data             | Località      | Paese    | Specialità |
| ---------------- | ------------- | -------- | ---------- |
| 6 gennaio 1998   | Kranjska Gora | Slovenia | SL         |
| 10 febbraio 2002 | Sappada       | Italia   | SL         |

Legenda:

SL = slalom speciale

### Campionati francesi
- 3 medaglie:
  - 3 ori (slalom speciale nel 1998; combinata[senza fonte] nel 2003; combinata[senza fonte] nel 2004)